# Luise Hensel

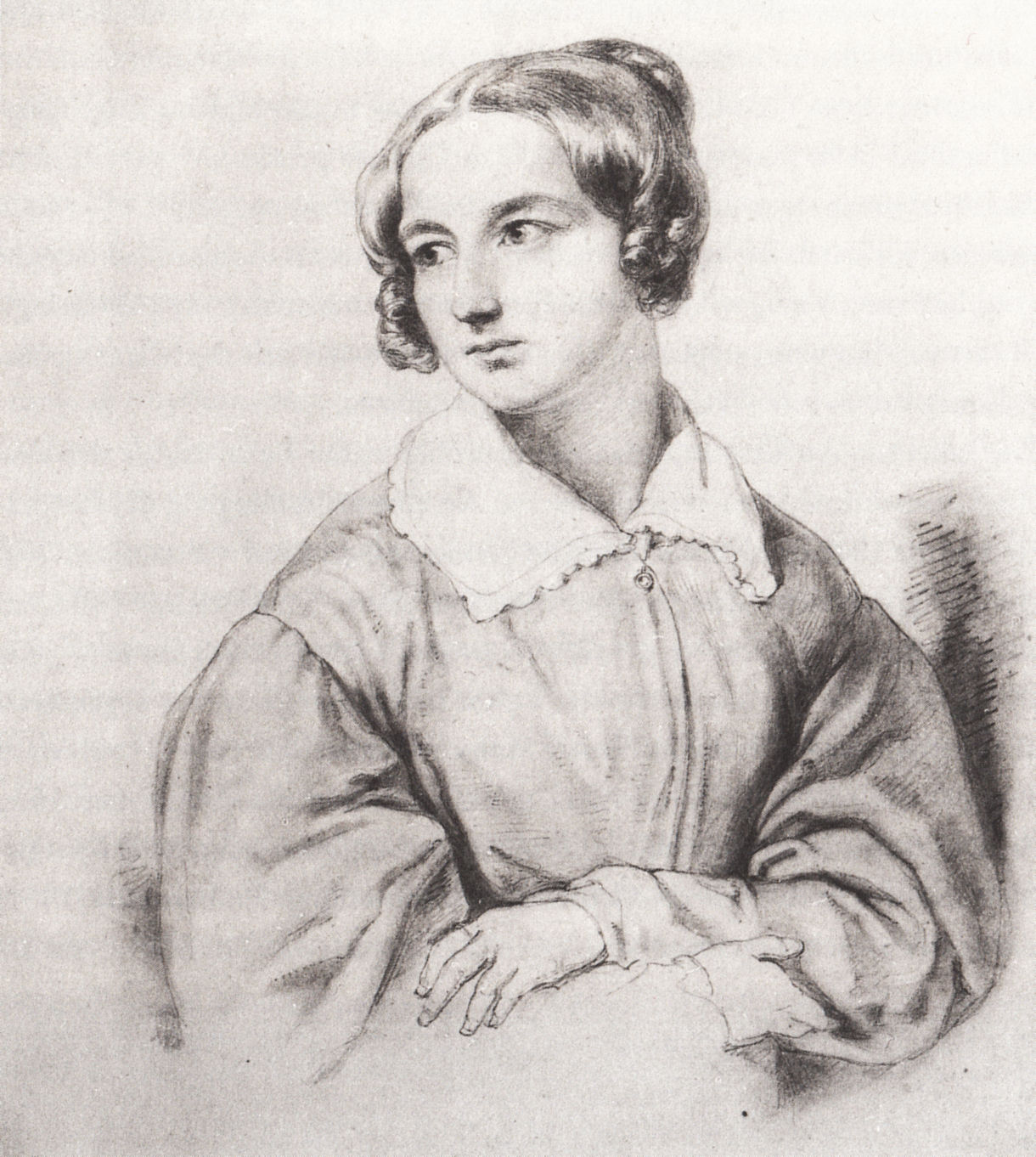
Luise Hensel, gezeichnet von ihrem Bruder Wilhelm Hensel.

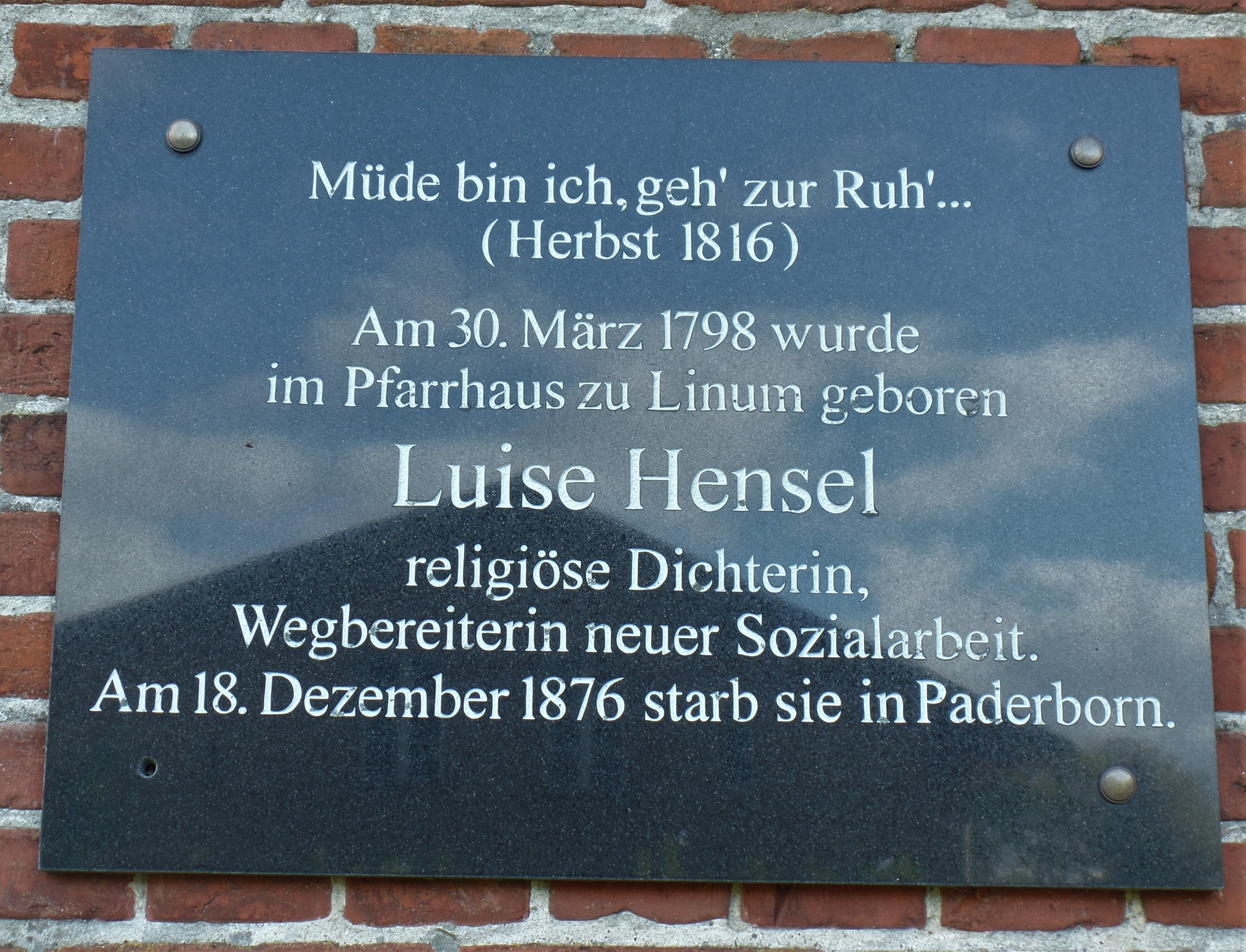
Gedenktafel an der südwestlichen Kirchenwand ihres Geburtsortes Linum

Luise Hensel (* 30. März 1798 in Linum, Mark Brandenburg; † 18. Dezember 1876 in Paderborn) war eine deutsche christliche Dichterin.

## Leben
Luise Maria Hensel, die Schwester des Malers Wilhelm Hensel und Schwägerin der Komponistin Fanny Hensel, geb. Mendelssohn, Schwester des Komponisten Felix Mendelssohn, wurde am 30. März 1798 in Linum (Brandenburg) als Tochter des dortigen Pfarrers Ludwig Hensel und dessen Ehefrau Johanna Albertina Trost geboren. Sie siedelte nach dem Tode des Vaters mit ihrer Mutter 1809 nach Berlin über. Nachdem sie bereits im Alter von 14 Jahren „heimlich mit Gott einen Pakt“ geschlossen hatte und lange gedanklich und gefühlsgemäß auf der Suche nach der Wahrheit war, konvertierte sie am 7. Dezember 1818 vom lutherischen zum katholischen Glauben mit dem Ablegen des katholischen Glaubensbekenntnisses bei Propst Johannes Ambrosius Taube.
Der romantische Dichter Clemens Brentano und der Komponist Ludwig Berger waren ihr in dieser Zeit in Liebe verbunden. Diese Gefühle konnten von ihr aus Glaubensgründen jedoch nicht erwidert werden. Sie trug aber wesentlich zur inneren Wandlung Brentanos bei. So schrieb er 1817 an seinen Bruder Christian über 20 ihm übersandte Lieder Luises: „Diese Lieder haben zuerst die Rinde über meinem Herzen gebrochen, durch sie bin ich in Tränen zerflossen, und so sind sie mir in ihrer Wahrheit und Einfalt das Heiligste geworden, was mir im Leben aus menschlichen Quellen zugeströmt.“
Auch der Dichter Wilhelm Müller war unglücklich in Luise Hensel verliebt. Diese unerfüllte Liebe fand ihren Niederschlag in den beiden von Franz Schubert vertonten Liederzyklen Die schöne Müllerin und die Winterreise. Luise Hensels Liebe galt jedoch dem protestantischen Jugendfreund Ernst Ludwig von Gerlach, der später als Lehrer Bismarcks und Freund des Zentrums hohes Ansehen genoss. Ihre religiösen Gefühle störten aber die Beziehung und brachten sie als Konvertitin in eine seelische Krise.

### Gesellschafterin und Erzieherin
Die Umstände veranlassten Luise Hensel im März 1819, Berlin zu verlassen. Sie trat als Gesellschafterin in den Dienst der Fürstin Marianne Salm-Reifferscheidt-Krautheim und Dyck, genannt Mimi, Tochter der Amalia von Gallitzin, und hielt sich zuerst in Münster und dann in Düsseldorf auf. In Münster stand sie unter dem Einfluss des Pädagogen Bernhard Heinrich Overberg und in Düsseldorf legte sie schließlich am 6. März 1820 bei dem Jesuitenpater Heinrich Wüsten das Gelübde der Jungfräulichkeit ab.
Ab 1821 war Luise Hensel Gesellschafterin der Witwe des Grafen Friedrich Leopold zu Stolberg-Stolberg und Lehrerin und Erzieherin von deren Töchtern Maria Theresia, Amalie und Pauline. Sie blieb auf dem Stolbergschen Gut Sondermühlen bei Melle bis 1823. Dort brachte sie ihre religiöse Entwicklung zum Abschluss. Mit ihrem Pflegesohn Rudolf Rochs aus Berlin, dem Kind ihrer früh verstorbenen Schwester, zog sie in das westfälische Wiedenbrück, um ihn dort auf der „guten Wiedenbrücker Knabenschule“ unterrichten zu lassen. Hier führte sie bis 1825 ein stilles und mildtätiges Leben. Sie befreundete sich mit der stigmatisierten Nonne Anna Katharina Emmerick aus Dülmen, pflegte sie und sichtete nach deren Tod 1824 ihren Nachlass. Hierher reiste auch Brentano, der Luise und die Nonne porträtierte. Die jahrzehntelange Freundschaft mit Brentano war für den Dichter Anlass, Luise Hensel die Sichtung seines literarischen Nachlasses zu übertragen, mit der Aufgabe, sein Werk nach seinem Tode in die Öffentlichkeit zu bringen.
Bis 1872 lebte Luise Hensel alljährlich für einige Wochen oder Monate auf Schloss Knippenburg, das ihr Freund Friedrich Carl Devens, Landrat und Mitglied des Westfälischen Provinziallandtags, 1821 erworben hatte. Sie war die Erzieherin seiner Töchter Maria Antonette und Therese. Wenn sie auf Schloss Knippenburg weilte, bildete sich um sie ein Hauskreis, zu dem auch die Brüder Anton, Leopold und Prosper  Devens gehörten sowie der letzte Komtur der Kommende Welheim. Immer wieder kamen auch Mitglieder der Familien Krupp, Haniel, Fürstenberg-Borbeck und Westerholt dazu. Die Aufenthalte auf dem Wasserschloss an der Emscher inspirierten sie zu ihrem bekannten Gebet Müde bin ich, geh zur Ruh und dem Gedicht Knippenburg:
Grau ragt und ernst ein Schloß empor

Aus Fluren und uralten Bäumen;

Es öffnet sich freundlich das gastliche Tor

Zu des Hauses stattlichen Räumen.

Und die Myrthe grünt und der Lorbeer rauscht

Und Orangen wehen im Winde

Und manch’ ein freundliches Wort wird getauscht

An der grünen duftigen Linde.

Doch auf der Terrasse, auf Garten und Park

Ruht nicht nur poetisches Weben,

Es tönt das Wort durch Herzen und Mark,

Das Wort vom ewigen Leben;

Denn, wenn die Glocke des Turmes erschallt

Hoch über der stillen Kapelle,

Dann ist die Rede des Mundes verhallt

Wie des Baches fliehende Welle — — —.

### Eine lebenslange Wallfahrt

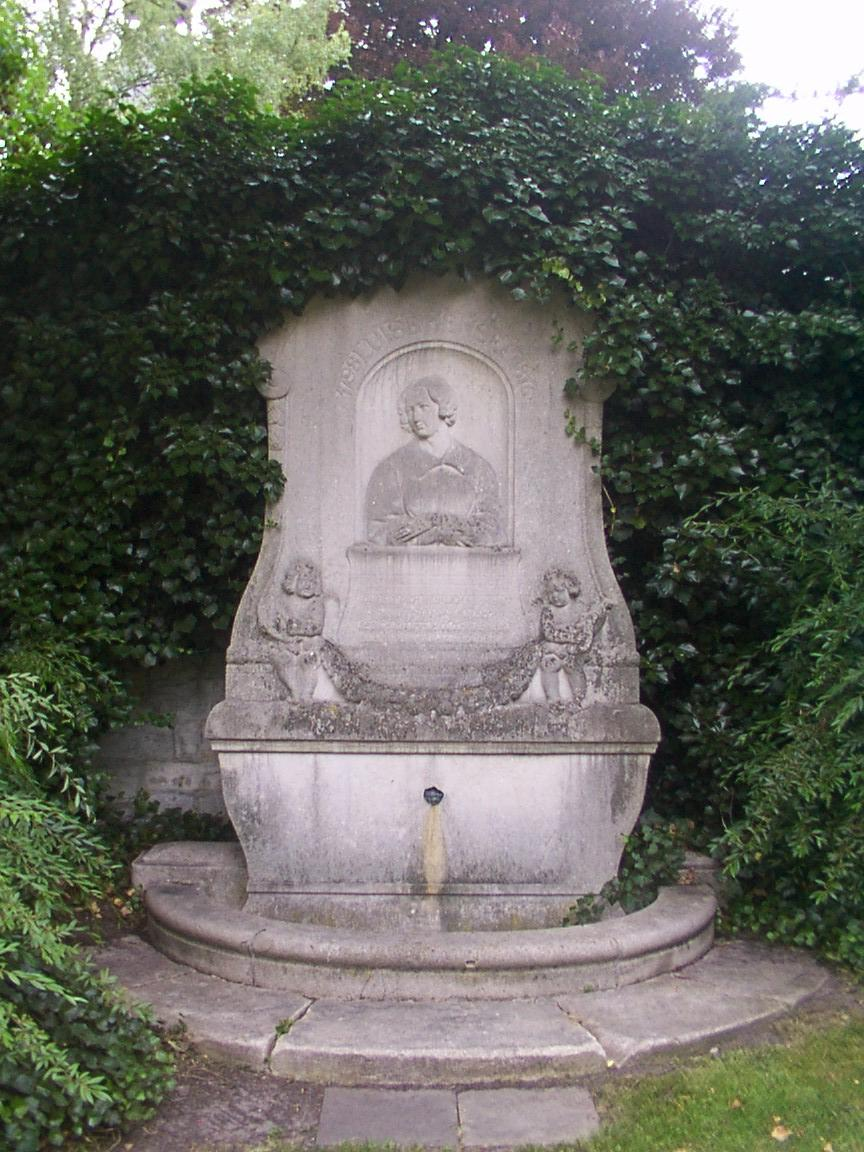
Denkmal für Luise Hensel in Paderborn

Eine weitere wichtige Bekanntschaft aus der Zeit mit Brentano und Emmerick in Westfalen war Apollonia Diepenbrock aus Bocholt. Apollonia Diepenbrock und Luise Hensel waren mit der Konvertitin Maria Pohl, der Tochter des Physikers Georg Friedrich Pohl, befreundet, die in engem Kontakt zum Breslauer Fürstbischof Förster stand. Gemeinsam fassten die Freundinnen den Entschluss, karitativ tätig zu werden, ohne jedoch einem Orden beizutreten. Sie reisten nach Koblenz, wo sie 1825/1826 als Freiwillige im neu eingerichteten Bürgerhospital halfen, einem ehemaligen Franziskanerkloster. Diepenbrock ging danach andere Wege.
Hensel führte von nun an ein entbehrungsreiches Leben als Pilgerin, nach ihrem Aufenthalt in Koblenz vor allem in Sondermühlen und im Mädchenpensionat Marienberg bei Boppard, unterbrochen von 1827 bis 1833 durch ihre erzieherische Tätigkeit an der Höheren Töchterschule St. Leonhard in Aachen. Hier unterrichtete sie u. a. drei Schülerinnen, die später Ordensgründerinnen wurden: Clara Fey, die Gründerin des Ordens der Schwestern vom armen Kinde Jesus, Franziska Schervier, die Gründerin des Ordens der Armen-Schwestern vom heiligen Franziskus, und Pauline von Mallinckrodt, die Gründerin der Kongregation der Schwestern der Christlichen Liebe. In Aachen wurde sie durch den Heiratsantrag des Arztes Clemens August Alertz, des späteren Leibarztes des Papstes Pius IX., erneut in eine schwere Prüfung ihrer religiösen Haltung geführt.
Von 1833 bis 1837 lebte sie in Berlin und Dresden, danach bis 1840 im Stift Neuburg im Haus der Gattin von Johann Friedrich Heinrich Schlosser. 1841 zog sie nach Köln und gründete dort einen karitativen Kreis, das „Armenkränzchen“. Dadurch kam sie in Kontakt mit der Familie des Kaufmanns Wilhelm Bartman, Vorstandsmitglied im Kölner Dombauverein, der für seine im gleichen Jahr verwaiste Nichte und seine beiden Neffen eine Erzieherin suchte. Von 1842 bis Ende 1849 führte sie den Haushalt in dem Bartmanschen Haus am Heumarkt 76 und zog die Kinder groß. 1853 ging sie nach Wiedenbrück und lebte dort mit Unterbrechungen bis 1872. Danach zog sie schließlich nach Paderborn, in die Nähe von Pauline von Mallinckrodt, ihrer Schülerin aus Aachener Zeiten. Gegen Ende ihres Lebens scheint Luise Hensel in Vergessenheit geraten zu sein, wie aus der Antwort einer Zeitung auf einen Leserbrief hervorgeht:

„Die Dichterin Luise Hensel lebt unsers Wissens noch, und zwar in Wiedenbrück bei Gütersloh. Diese Annahme finden wir auch dadurch bestätigt, daß ein infolge Ihrer Anfrage sofort nach Wiedenbrück gerichteter Brief zwar noch nicht beantwortet, aber auch von der Post nicht zurückgeschickt worden ist, was wol sicher der Fall gewesen wäre, wenn die Dame nicht mehr lebte.“

Luise Hensel starb am 18. Dezember 1876 im Westphalenhof bei Paderborn und wurde auf dem Ostfriedhof der Stadt unweit der Kapelle beigesetzt.

## Werke
Ihre Gedichte, zuerst mit Gedichten ihrer Schwester Wilhelmine vereinigt (herausgegeben von Hermann Kletke, Berlin 1858, Digitalisat), zeichneten sich hauptsächlich durch den Geist milder, inniger und sehnsüchtiger Frömmigkeit aus. Ihr Abendlied bzw. Nachtgebet Müde bin ich, geh’ zur Ruh zählt zu den Perlen der deutschen religiösen Lyrik. Einer vollständigen Sammlung der Lieder (herausgegeben von Christoph Bernhard Schlüter, Paderborn 1869, Digitalisat; 6. Aufl. 1886) folgten Briefe der Dichterin Luise Hensel (daselbst 1878, Digitalisat).
Beispiel

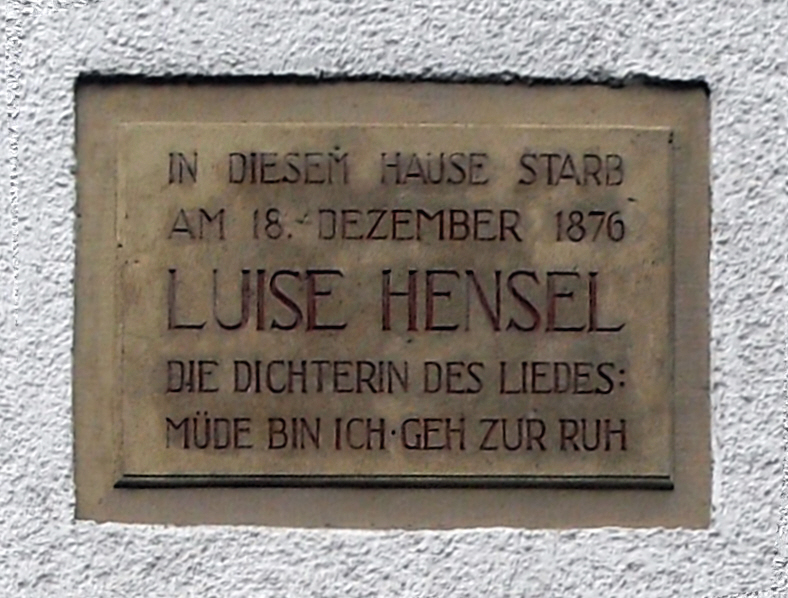
Gedenktafel für Luise Hensel am Westphalenhof in Paderborn

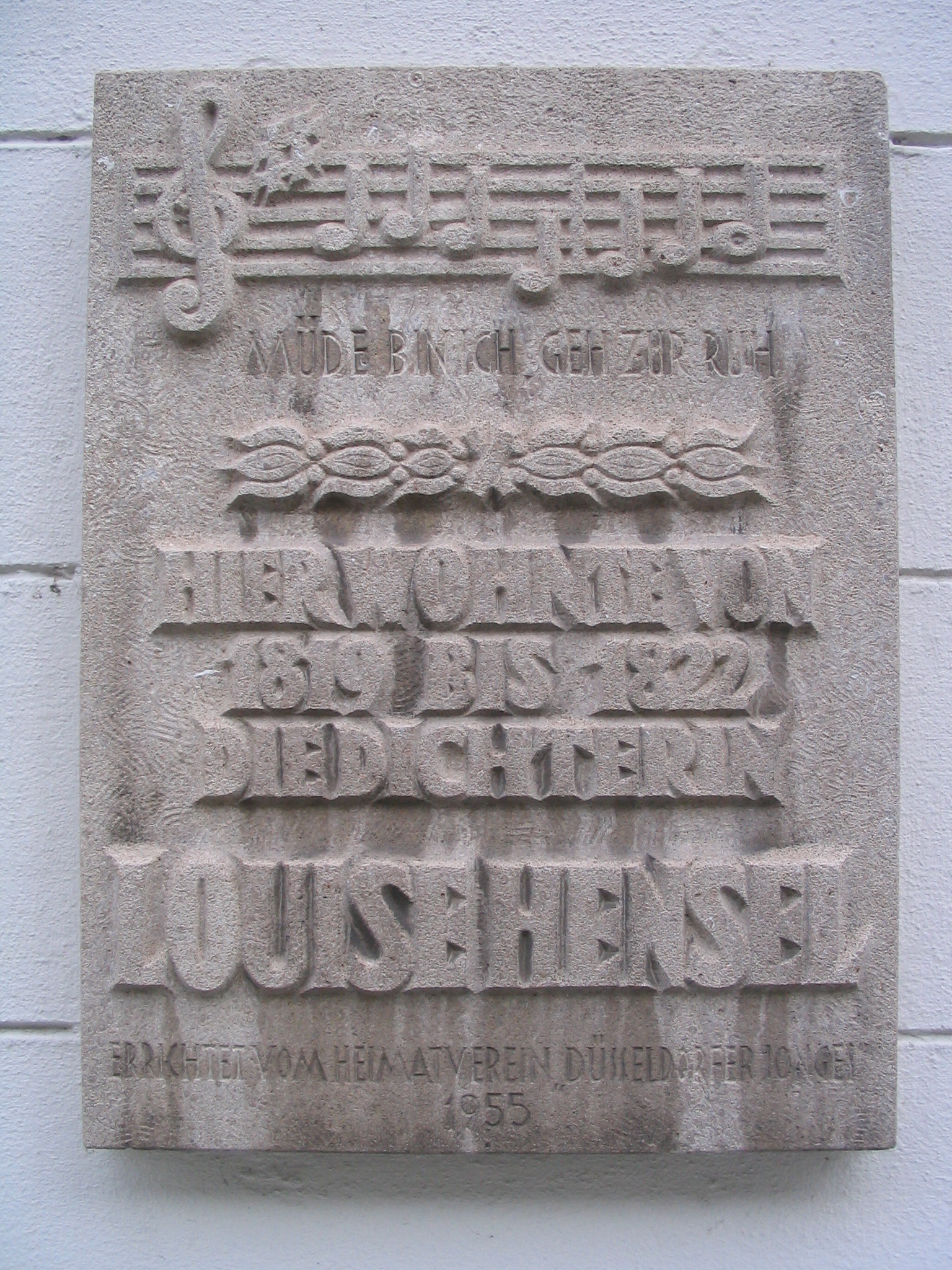
Gedenktafel für Luise Hensel am Wohnhaus Bilker Straße 14 in Düsseldorf

Müde bin ich, geh zur Ruh (1816), hier der Text des Erstdrucks 1829:
Nachtgebet

Müde bin ich, geh zur Ruh,

Schließe beyde Aeuglein zu:

Vater, laß die Augen dein

Ueber meinem Bette seyn!

Hab’ ich Unrecht heut gethan,

Sieh es, lieber Gott, nicht an!

Deine Gnad’ und Jesu Blut

Macht ja allen Schaden gut.

Alle, die mir sind verwandt,

Gott, laß ruhn in deiner Hand.

Alle Menschen, groß und klein,

Sollen dir befohlen seyn.

Kranken Herzen sende Ruh,

Nasse Augen schließe zu;

Laß den Mond am Himmel stehn,

Und die stille Welt besehn!